# Saison 2010 des Giants de San Francisco
La Saison 2010 des Giants de San Francisco est la 128e saison en Ligue majeure pour cette franchise et la 53e depuis l'installation à San Francisco. Les Giants remportent la Série mondiale pour la première fois depuis leur déménagement à San Francisco.

## Intersaison

### Arrivées
- Le premier but Aubrey Huff, en provenance des Orioles de Baltimore, signe un contrat d'un an le 13 janvier 2010[1].
- Les releveurs Byung-Hyun Kim et Horacio Ramirez signent des contrats des ligues mineures le 1er février 2010[2].
- Un lanceur en provenance des Cardinals de Saint-Louis, Todd Wellemeyer, signe un contrat des ligues mineures le 10 février[3].

### Départs
- Le lanceur partant Randy Johnson annonce sa retraite[4] le 5 janvier 2010.
- Le voltigeur Randy Winn signe un contrat d'un an avec les Yankees de New York le 8 février[5].
- Le deuxième but Kevin Frandsen est échangé aux Red Sox de Boston le 26 mars contre un joueur devant être nommé plus tard ou une somme d'argent[6].

### Prolongations de contrats
- Le 28 mars, les Giants accordent des prolongations de contrats aux lanceurs Matt Cain, Jeremy Affeldt et Brian Wilson[7].

### Cactus League
35 rencontres de préparation sont programmées du 3 mars au 4 avril à l'occasion de cet entraînement de printemps 2010 des Giants.
Avec 23 victoires et 12 défaites, les Giants terminent 2e de la Cactus League et enregistrent la meilleure performance des clubs de la Ligue nationale.

## Saison régulière

### Classement
| Ligue nationale (Division Ouest) | V  | D  | %    | GB |
| -------------------------------- | -- | -- | ---- | -- |
| Giants de San Francisco          | 92 | 70 | .568 | -  |
| Padres de San Diego              | 90 | 72 | .556 | 2  |
| Rockies du Colorado              | 83 | 79 | .512 | 9  |
| Dodgers de Los Angeles           | 80 | 82 | .494 | 12 |
| Diamondbacks de l'Arizona        | 65 | 97 | .401 | 27 |

### Résultats
| Légende             | Légende            | Légende       |
| victoire des Giants | défaite des Giants | match reporté |
| ------------------- | ------------------ | ------------- |

#### Juillet
- Le 31 juillet 2010, les Giants obtiennent des Pirates de Pittsburgh le releveur Javier Lopez en retour du voltigeur John Bowker et du lanceur droitier Joe Martinez[9].

#### Août
- Le 11 août, les Giants cèdent le voltigeur des ligues mineures Evan Crawford aux Cubs de Chicago pour obtenir le joueur de deuxième but Mike Fontenot[10].
- Le 13 août, acquisition de José Guillén, en provenance des Royals de Kansas City. Les Giants cèdent un joueur qui sera nommé plus tard et une somme d'argent[11].

## Séries éliminatoires

### Série de division
| # | Date       | Adversaire | Score | Vic.             | Déf.          | Sauv.      | Affluence | Bilan |
| - | ---------- | ---------- | ----- | ---------------- | ------------- | ---------- | --------- | ----- |
| 1 | 7 octobre  | Braves     | 0 - 1 | Lincecum (1-0)   | Lowe (0-1)    |            | 43 936    | 1-0   |
| 2 | 8 octobre  | Braves     | 5 - 4 | Farnsworth (1-0) | Ramirez (0-1) |            | 44 046    | 1-1   |
| 3 | 10 octobre | @ Braves   | 3 - 2 | Romo (1-0)       | Kimbrel (0-1) | Wilson (1) | 53 284    | 2-1   |
| 4 | 11 octobre | @ Braves   | 3 - 2 | Bumgarner (1-0)  | Lowe (0-2)    | Wilson (2) | 44 532    | 3-1   |

### Série de ligue
| # | Date       | Adversaire | Score | Vic.           | Déf.           | Sauv.      | Affluence | Bilan |
| - | ---------- | ---------- | ----- | -------------- | -------------- | ---------- | --------- | ----- |
| 1 | 16 octobre | @ Phillies | 4 - 3 | Lincecum (1-0) | Halladay (0-1) | Wilson (1) | 45 929    | 1-0   |
| 2 | 17 octobre | @ Phillies | 1 - 6 | Oswalt (1-0)   | Sánchez (0-1)  |            | 46 099    | 1-1   |
| 3 | 19 octobre | Phillies   | 0 - 3 | Cain (1-0)     | Hamels (0-1)   | Wilson (2) | 43 320    | 2-1   |
| 4 | 20 octobre | Phillies   | 5 - 6 | Wilson (1-0)   | Oswalt (1-1)   |            | 43 515    | 3-1   |
| 5 | 21 octobre | Phillies   | 4 - 2 | Halladay (1-1) | Lincecum (1-1) | Lidge (1)  | 43 713    | 3-2   |
| 6 | 23 octobre | @ Phillies | 3 - 2 | López (1-0)    | Madson (0-1)   | Wilson (2) | 46 062    | 4-2   |

### Série mondiale
| # | Date       | Adversaire | Score  | Vic.            | Déf.          | Sauv.      | Affluence | Bilan |
| - | ---------- | ---------- | ------ | --------------- | ------------- | ---------- | --------- | ----- |
| 1 | 16 octobre | Rangers    | 11 - 7 | Lincecum (1-0)  | Lee (0-1)     |            | 43 601    | 1-0   |
| 2 | 17 octobre | Rangers    | 9-0    | Cain (1-0)      | Wilson (0-1)  |            | 43 622    | 2-0   |
| 3 | 19 octobre | @ Rangers  | 4 - 2  | Lewis (1-0)     | Sánchez (0-1) | Feliz (1)  | 52 419    | 2-1   |
| 4 | 20 octobre | @ Rangers  | 4-0    | Bumgarner (1-0) | Hunter (0-1)  |            | 51 920    | 3-1   |
| 5 | 21 octobre | @ Rangers  | 3-1    | Lincecum (2-0)  | Lee (0-2)     | Wilson (1) | 52 045    | 4-1   |